# Clark megye (Dél-Dakota)
Clark megye az Amerikai Egyesült Államokban, azon belül Dél-Dakota államban található. Megyeszékhelye és legnagyobb városa Clark. Lakosainak száma 3837 fő (2020. április 1.). Clark megye Day, Codington, Hamlin, Kingsbury, Beadle és Spink megyékkel határos.

## Népesség
A megye népességének változása:
| Lakosok száma | 3701 | 3592 | 3584 | 3610 | 3659 | 3837 |
|               | 2010 | 2011 | 2012 | 2013 | 2015 | 2020 |